# Массінг (Німеччина)
Массінг (нім. Massing) — громада в Німеччині, розташована в землі Баварія. Підпорядковується адміністративному округу Нижня Баварія. Входить до складу району Ротталь-Інн. Центр об'єднання громад Массінг.
Площа — 112,00 км2. Населення становить 4089 ос. (станом на 31 грудня 2020).